# Zătreni
Zătreni is een gemeente in Vâlcea. Zătreni ligt in de regio Oltenië, in het zuiden van Roemenië.